# Europees kampioenschap volleybal vrouwen 2011
Het Europees kampioenschap volleybal vrouwen 2011 was de 27e editie van dit volleybaltoernooi voor landenteams. Het werd van 22 september tot en met 2 oktober georganiseerd door de Europese volleybalfederatie (CEV) in Italië en Servië.
De titel ging voor het eerst naar Servië dat in de finale Duitsland versloeg. Turkije behaalde de derde plaats door titelhouder Italië in de bronzenwedstrijd te verslaan.

## Opzet
Titelhouder Italië en Servië waren als gastland automatisch geplaatst. Ook de nummers 2-6 van het EK van 2009 waren rechtstreeks geplaatst. De overige negen deelnemende landen dienden zich via kwalificatie voor dit EK te plaatsen.
In de eerste ronde werden de zestien deelnemende ploegen onderverdeeld in vier groepen. De top-3 van elke groep stroomde door naar de eindfase. De vier eerste landen plaatsten zich direct voor de kwartfinale, de nummers 2 en 3 van elke groep speelden in een tussenronde voor de overige vier plaatsen.

## Speelsteden
| Italië              | Servië             |
| ------------------- | ------------------ |
| Busto Arsizio Monza | Belgrado Zrenjanin |

## Deelname
| Gastlanden    | Via EK 2009                               | Groepswinnaars kwalificatie                              | Via play-off             |
| ------------- | ----------------------------------------- | -------------------------------------------------------- | ------------------------ |
| Italië Servië | Duitsland Nederland Polen Rusland Turkije | Azerbeidzjan Bulgarije Oekraïne Roemenië Spanje Tsjechië | Frankrijk Israël Kroatië |

## Wedstrijden

### Groepsfase

#### Groep A
Alle wedstrijden werden in Belgrado gespeeld.
| # | Land      | Wedstrijden | Wedstrijden | Pnt. | Sets | Sets | Setpunten | Setpunten |
| # | Land      | W           | V           | Pnt. | V    | T    | V         | T         |
| - | --------- | ----------- | ----------- | ---- | ---- | ---- | --------- | --------- |
| 1 | Duitsland | 3           | 0           | 9    | 9    | 1    | 245       | 187       |
| 2 | Servië    | 2           | 1           | 6    | 7    | 4    | 249       | 215       |
| 3 | Frankrijk | 1           | 2           | 3    | 4    | 6    | 205       | 233       |
| 4 | Oekraïne  | 0           | 3           | 0    | 0    | 9    | 152       | 226       |

| Datum | Land      | Uitslag | Land      | Set 1 | Set 2 | Set 3 | Set 4 | Set 5 | Totaal |
| ----- | --------- | ------- | --------- | ----- | ----- | ----- | ----- | ----- | ------ |
| 24/09 | Duitsland | 3-0     | Oekraïne  | 25-17 | 25-15 | 25-17 |       |       | 75-49  |
| 24/09 | Servië    | 3-1     | Frankrijk | 20-25 | 25-15 | 25-11 | 25-19 |       | 95-70  |
| 25/09 | Duitsland | 3-0     | Frankrijk | 25-18 | 25-23 | 25-18 |       |       | 75-59  |
| 25/09 | Servië    | 3-0     | Oekraïne  | 25-18 | 25-18 | 25-14 |       |       | 75-50  |
| 26/09 | Oekraïne  | 0-3     | Frankrijk | 24-26 | 14-25 | 15-25 |       |       | 53-76  |
| 26/09 | Servië    | 1-3     | Duitsland | 22-25 | 15-25 | 25-20 | 17-25 |       | 79-95  |

#### Groep B
Alle wedstrijden werden in Monza gespeeld.
| # | Land         | Wedstrijden | Wedstrijden | Pnt. | Sets | Sets | Setpunten | Setpunten |
| # | Land         | W           | V           | Pnt. | V    | T    | V         | T         |
| - | ------------ | ----------- | ----------- | ---- | ---- | ---- | --------- | --------- |
| 1 | Italië       | 2           | 1           | 7    | 8    | 4    | 272       | 254       |
| 2 | Turkije      | 2           | 1           | 5    | 6    | 6    | 275       | 258       |
| 3 | Azerbeidzjan | 1           | 2           | 3    | 5    | 7    | 262       | 283       |
| 4 | Kroatië      | 1           | 2           | 3    | 4    | 6    | 222       | 236       |

| Datum | Land         | Uitslag | Land         | Set 1 | Set 2 | Set 3 | Set 4 | Set 5 | Totaal  |
| ----- | ------------ | ------- | ------------ | ----- | ----- | ----- | ----- | ----- | ------- |
| 23/09 | Turkije      | 3-1     | Azerbeidzjan | 23-25 | 25-17 | 25-19 | 25-21 |       | 98-82   |
| 23/09 | Kroatië      | 0-3     | Italië       | 19-25 | 20-25 | 19-25 |       |       | 58-75   |
| 24/09 | Kroatië      | 3-0     | Turkije      | 25-21 | 25-23 | 25-22 |       |       | 75-66   |
| 24/09 | Italië       | 3-1     | Azerbeidzjan | 25-22 | 25-22 | 21-25 | 25-16 |       | 96-85   |
| 25/09 | Azerbeidzjan | 3-1     | Kroatië      | 27-25 | 18-25 | 25-21 | 25-18 |       | 95-89   |
| 25/09 | Italië       | 2-3     | Turkije      | 25-21 | 26-28 | 16-25 | 25-22 | 9-15  | 101-111 |

#### Groep C
Alle wedstrijden werden in Zrenjanin gespeeld.
| # | Land     | Wedstrijden | Wedstrijden | Pnt. | Sets | Sets | Setpunten | Setpunten |
| # | Land     | W           | V           | Pnt. | V    | T    | V         | T         |
| - | -------- | ----------- | ----------- | ---- | ---- | ---- | --------- | --------- |
| 1 | Polen    | 3           | 0           | 9    | 9    | 0    | 230       | 176       |
| 2 | Tsjechië | 2           | 1           | 6    | 6    | 3    | 220       | 185       |
| 3 | Roemenië | 1           | 2           | 3    | 3    | 6    | 202       | 210       |
| 4 | Israël   | 0           | 3           | 0    | 0    | 9    | 144       | 225       |

| Datum | Land     | Uitslag | Land     | Set 1 | Set 2 | Set 3 | Set 4 | Set 5 | Totaal |
| ----- | -------- | ------- | -------- | ----- | ----- | ----- | ----- | ----- | ------ |
| 24/09 | Polen    | 3-0     | Israël   | 25-23 | 25-7  | 25-15 |       |       | 75-45  |
| 24/09 | Tsjechië | 3-0     | Roemenië | 29-27 | 25-19 | 25-16 |       |       | 79-62  |
| 25/09 | Polen    | 3-0     | Tsjechië | 25-20 | 28-26 | 25-20 |       |       | 78-66  |
| 25/09 | Israël   | 0-3     | Roemenië | 17-25 | 23-25 | 14-25 |       |       | 54-75  |
| 26/09 | Tsjechië | 3-0     | Israël   | 25-11 | 25-18 | 25-16 |       |       | 75-45  |
| 26/09 | Polen    | 3-0     | Roemenië | 27-25 | 25-18 | 25-22 |       |       | 77-65  |

#### Groep D
Alle wedstrijden werden in Busto Arsizio gespeeld.
| # | Land      | Wedstrijden | Wedstrijden | Pnt. | Sets | Sets | Setpunten | Setpunten |
| # | Land      | W           | V           | Pnt. | V    | T    | V         | T         |
| - | --------- | ----------- | ----------- | ---- | ---- | ---- | --------- | --------- |
| 1 | Rusland   | 3           | 0           | 9    | 9    | 2    | 277       | 242       |
| 2 | Nederland | 2           | 1           | 6    | 7    | 3    | 237       | 209       |
| 3 | Spanje    | 1           | 2           | 3    | 4    | 6    | 218       | 232       |
| 4 | Bulgarije | 0           | 3           | 0    | 0    | 9    | 177       | 226       |

| Datum | Land      | Uitslag | Land      | Set 1 | Set 2 | Set 3 | Set 4 | Set 5 | Totaal |
| ----- | --------- | ------- | --------- | ----- | ----- | ----- | ----- | ----- | ------ |
| 23/09 | Nederland | 3-0     | Spanje    | 25-15 | 25-14 | 25-17 |       |       | 75-46  |
| 23/09 | Bulgarije | 0-3     | Rusland   | 13-25 | 24-26 | 21-25 |       |       | 58-76  |
| 24/09 | Nederland | 3-0     | Bulgarije | 25-23 | 25-17 | 25-23 |       |       | 75-63  |
| 24/09 | Rusland   | 3-1     | Spanje    | 32-30 | 19-25 | 25-20 | 25-22 |       | 101-97 |
| 25/09 | Rusland   | 3-1     | Nederland | 26-24 | 24-26 | 25-15 | 25-22 |       | 100-87 |
| 25/09 | Spanje    | 3-0     | Bulgarije | 25-17 | 25-18 | 25-21 |       |       | 75-56  |

### Eindfase

#### Tussenronde
De wedstrijden van 27 september werden in Monza gespeeld, de wedstrijden van 28 september in Belgrado.
| Datum | Land      | Uitslag | Land         | Set 1 | Set 2 | Set 3 | Set 4 | Set 5 |
| ----- | --------- | ------- | ------------ | ----- | ----- | ----- | ----- | ----- |
| 27/09 | Turkije   | 3-0     | Spanje       | 25-19 | 25-17 | 25-21 |       |       |
| 27/09 | Nederland | 3-1     | Azerbeidzjan | 23-25 | 27-25 | 25-16 | 25-17 |       |
| 28/09 | Servië    | 3-0     | Roemenië     | 25-19 | 25-15 | 25-20 |       |       |
| 28/09 | Tsjechië  | 3-1     | Frankrijk    | 25-21 | 23-25 | 25-14 | 25-14 |       |

#### Kwartfinale
De wedstrijden van 28 september werden in Monza gespeeld, de wedstrijden van 29 september in Belgrado.
| Datum | Land      | Uitslag | Land      | Set 1 | Set 2 | Set 3 | Set 4 | Set 5 |
| ----- | --------- | ------- | --------- | ----- | ----- | ----- | ----- | ----- |
| 28/09 | Italië    | 3-1     | Nederland | 25-21 | 25-20 | 21-25 | 25-18 |       |
| 28/09 | Rusland   | 0-3     | Turkije   | 25-27 | 21-25 | 19-25 |       |       |
| 29/09 | Duitsland | 3-0     | Tsjechië  | 25-18 | 25-20 | 25-17 |       |       |
| 29/09 | Polen     | 0-3     | Servië    | 14-25 | 20-25 | 24-26 |       |       |

#### Halve finale
Beide wedstrijden werden in Belgrado gespeeld.
| Datum | Land      | Uitslag | Land    | Set 1 | Set 2 | Set 3 | Set 4 | Set 5 |
| ----- | --------- | ------- | ------- | ----- | ----- | ----- | ----- | ----- |
| 01/10 | Duitsland | 3-0     | Italië  | 25-22 | 25-22 | 25-17 |       |       |
| 01/10 | Servië    | 3-2     | Turkije | 25-10 | 25-22 | 23-25 | 23-25 | 15-12 |

#### Troostfinale
De wedstrijd werd in Belgrado gespeeld.
| Datum | Land   | Uitslag | Land    | Set 1 | Set 2 | Set 3 | Set 4 | Set 5 |
| ----- | ------ | ------- | ------- | ----- | ----- | ----- | ----- | ----- |
| 02/10 | Italië | 2-3     | Turkije | 21-25 | 25-15 | 27-25 | 19-25 | 10-15 |

#### Finale
De wedstrijd werd in Belgrado gespeeld.
| Datum | Land      | Uitslag | Land   | Set 1 | Set 2 | Set 3 | Set 4 | Set 5 |
| ----- | --------- | ------- | ------ | ----- | ----- | ----- | ----- | ----- |
| 02/10 | Duitsland | 2-3     | Servië | 25-16 | 20-25 | 25-19 | 20-25 | 9-15  |

1949 · 
1950 · 
1951 · 
1955 · 
1958 · 
1963 · 
1967 · 
1971 · 
1975 · 
1977 · 
1979 · 
1981 · 
1983 · 
1985 · 
1987 · 
1989 · 
1991 · 
1993 · 
1995 · 
1997 · 
1999 · 
2001 · 
2003 · 
2005 · 
2007 · 
2009 · 
2011 ·
2013 ·
2015 ·
2017 ·
2019 ·
2021 ·
2023